# جويل بالمر
جويل بالمر (بالإنجليزية: Joel Palmer )‏ (و. 1810 – 1881 م) هو سياسي، من الولايات المتحدة الأمريكية، ولد في أونتاريو، كان عضوًا في الحزب الديمقراطي الأمريكي، والحزب الجمهوري، توفي في دايتون، عن عمر يناهز 71 عاماً.

## مناصب
تولى منصب عضو مجلس النواب إنديانا، وعضو مجلس النواب ولاية أوريغون، وعضو مجلس ولاية أوريغون.